# Heal the World
Singles de Michael Jackson
Who Is It
(1992) Give in to Me
(1993)
Pistes de Dangerous
Can't Let Her Get Away
(6) Black or White
(8)
Heal the World est une chanson de Michael Jackson issue de l'album Dangerous (1991). Le single, sorti le 23 novembre 1992, est le sixième titre extrait de cet album. 
Ballade caritative, les fonds issus de la vente du single ont servi à financer la Heal The World Foundation, une association caritative créée la même année par Michael Jackson dont le but était de « guérir purement et simplement » (« to heal purely and simply ») et qui tire son nom de la chanson.

## Composition
Musique et paroles écrites par Michael Jackson, la chanson partit comme souvent d'une mélodie née dans son esprit. Dès 1989, une première idée se matérialisa avec David Paich (membre du groupe Toto) sous le titre Feed the World. Une démo accoucha grâce à Marty Paich, qui travailla l'intro, et à John Bahler, qui travailla notamment sur les chœurs. Ces derniers, dans la version définitive, sont à trois voix (dont celles de John Bahler et de sa femme) grâce à un enregistrement en plusieurs prises et sur plusieurs tonalités donnant l'impression d'une chorale. La chanson, qui prit ensuite comme titre Heal the World, fut également travaillée avec deux autres membres de Toto : les frères Steve et Jeff Porcaro. 
Le thème de la chanson étant centré sur l'espoir et les générations futures, l'ingénieur du son Matt Forger fut chargé d'enregistrer des phrases d'enfants (que l'on entend au début et à la fin du titre). Le but était que des enfants racontent leurs préoccupations sur le monde et les générations à venir avec un message spontané dit avec leurs propres mots. Matt Forger fit le tour de son entourage et une centaine de messages furent enregistrés. Deux furent sélectionnés : celui d'Ashley Farell en introduction et celui de Christa Larson (une artiste de Disney) pour le final.
Certains voient dans le titre une ressemblance avec la musique de la fin du film Les Dents de la mer (1975), composée par John Williams, avec quelques notes communes.
Michael Jackson dira plus tard que Heal the World est la chanson dont il était le plus fier et qu'elle lui avait été donnée par Dieu alors qu'il cherchait l'inspiration sur son « Giving Tree », un arbre de son ranch de Neverland sur lequel il avait l'habitude de s'asseoir de longues heures pour se ressourcer et composer dans sa tête.

## Portée
Heal the World est une chanson marquante de l'album Dangerous, très mélodique et porteuse d'un message simple, engagé et plein d'espoir. Elle est ainsi régulièrement mise en avant lors d’évènements dramatiques touchant l'humanité. Chanson très spéciale dans la discographie de l'artiste, elle est à l'image de l'engagement caritatif très intensif de Michael Jackson tout au long de sa vie.

## Clips
Le clip original, réalisé par Joe Pytka, est constitué d'images d'enfants, parfois victimes de la guerre. Des images prises au Burundi sont notamment utilisées. C'est l'un des rares vidéoclips de Michael Jackson où ce dernier n'apparaît pas.
Le 3 avril 2020, dans le contexte de l'épidémie de Covid-19, un nouveau clip est édité avec des images de Michael Jackson interprétant le titre sur scène et de personnes à travers le monde adoptant les bons gestes pour lutter contre le virus.

## Liste des titres
| - 45 tours et cassette 1. Heal the World (7" Edit) – 4:32 2. She Drives Me Wild – 3:41 - 33 tours 1. Heal the World (Album Version) – 6:25 2. Wanna Be Startin' Somethin' (Brothers in Rhythm House Mix) – 7:40 3. Don't Stop 'Til You Get Enough (Rogers Underground Solution) – 6:18 4. Rock with You (Masters at Work Remix) – 5:29 - CD maxi 1. Heal the World (7" Edit) – 4:32 2. Heal the World (7" Edit with Intro) – 4:55 3. Heal the World (LP Version) – 6:25 4. She Drives Me Wild (Album Version) – 3:41 | - Visionary: The Video Singles (face DVD) 1. Heal the World (Music Video) – 7:31 2. Heal the World (Single Version) – 4:32 3. Will You Be There – 7:39 - CD promo 1. Heal the World (7" Edit) – 4:32 2. Heal the World (7" Edit with Intro) – 4:55 |

## SingleHeal the World
- Audio (CD)

1. Heal the World (Album Version) – 6:24

- Vidéoclip (DVD)

1. Heal the World (Official Video) – 6:23

## Crédits
- Mixage : Bruce Swedien
- Voix principale et additionnelle : Michael Jackson
- Phrase finale : Christa Larson
- Phrase d'introduction : Ashley Farell
- Arrangement rythmique : Michael Jackson
- Orchestre : Marty Paich
- Arrangement vocal : Michael Jackson et John Bahler
- Arrangement des chœurs : John Bahler avec The John Bahler Singers
- Claviers : David Paich et Brad Buxer
- Synthétiseurs : Michael Boddicker, David Paich et Steve Porcaro
- Batterie : Jeff Porcaro
- Percussion : Bryan Loren

## Récompense
- Grâce à ce titre, Michael Jackson remporte l'« Humanitarian Of The Year Award » lors des Soul Train Music Awards 1993.

## Classements et certifications

### Classements hebdomadaires
| Classement (1992–1993)                 | Meilleure position |
| -------------------------------------- | ------------------ |
| Allemagne (Media Control AG)           | 3                  |
| Australie (ARIA)                       | 20                 |
| Autriche (Ö3 Austria Top 40)           | 4                  |
| Belgique (Flandre Ultratop 50 Singles) | 3                  |
| Belgique (Flandre VRT Top 30)          | 3                  |
| Canada (100 Hit Tracks)                | 21                 |
| Canada (Adult Contemporary Tracks)     | 4                  |
| États-Unis (Adult Contemporary)        | 9                  |
| États-Unis (Billboard Hot 100)         | 27                 |
| États-Unis (Cash Box)                  | 26                 |
| États-Unis (Hot R&B Singles)           | 62                 |
| États-Unis (Top 40 Mainstream)         | 21                 |
| France (SNEP)                          | 2                  |
| Irlande (IRMA)                         | 2                  |
| Italie (FIMI)                          | 14                 |
| Norvège (VG-lista)                     | 6                  |
| Nouvelle-Zélande (RMNZ)                | 3                  |
| Pays-Bas (Nederlandse Top 40)          | 6                  |
| Pays-Bas (Single Top 100)              | 4                  |
| Pologne (Classements Singles)          | 1                  |
| Royaume-Uni (UK Singles Chart)         | 2                  |
| Suède (Sverigetopplistan)              | 15                 |
| Suisse (Schweizer Hitparade)           | 5                  |
| Zimbabwe                               | 2                  |

| Classement (2006)              | Meilleure position |
| ------------------------------ | ------------------ |
| Espagne (PROMUSICAE)           | 1                  |
| France (SNEP)                  | 60                 |
| Irlande (IRMA)                 | 22                 |
| Italie (FIMI)                  | 13                 |
| Pays-Bas (Single Top 100)      | 40                 |
| Royaume-Uni (UK Singles Chart) | 27                 |

| Classement (2009)                         | Meilleure position |
| ----------------------------------------- | ------------------ |
| Australie (ARIA)                          | 26                 |
| Autriche (Ö3 Austria Top 40)              | 22                 |
| Belgique (Flandre Back Catalogue Singles) | 3                  |
| Canada (Hot Canadian Digital Singles)     | 28                 |
| Danemark (Tracklisten)                    | 7                  |
| Espagne (PROMUSICAE)                      | 44                 |
| États-Unis (Hot Digital Songs)            | 39                 |
| France (Téléchargements)                  | 6                  |
| Italie (FIMI)                             | 4                  |
| Norvège (VG-lista)                        | 3                  |
| Nouvelle-Zélande (RMNZ)                   | 19                 |
| Pays-Bas (Single Top 100)                 | 16                 |
| Royaume-Uni (UK Singles Chart)            | 44                 |
| Suède (Sverigetopplistan)                 | 18                 |
| Suisse (Schweizer Hitparade)              | 9                  |

| Classement (1992)             | Position |
| ----------------------------- | -------- |
| Pays-Bas (Nederlandse Top 40) | 88       |

| Classement (1993)              | Position |
| ------------------------------ | -------- |
| Autriche (Ö3 Austria Top 40)   | 18       |
| Belgique (Flandre Ultratop 50) | 56       |
| Canada (Top 100 AC Tracks)     | 43       |
| Italie (FIMI)                  | 61       |
| Pays-Bas (Single Top 100)      | 50       |
| Suisse (Schweizer Hitparade)   | 15       |

| Classement (2009) | Position |
| ----------------- | -------- |
| Italie (FIMI)     | 92       |

| Pays                    | Certification | Ventes  |
| ----------------------- | ------------- | ------- |
| Allemagne (BVMI)        | Or            | 250 000 |
| Australie (ARIA)        | Or            | 35 000  |
| France (SNEP)           | Argent        | 203 000 |
| Nouvelle-Zélande (RMNZ) | Or            | 7 500   |
| Royaume-Uni (BPI)       | Or            | 400 000 |

## Reprises
- United Planet[55] adapta le titre en français avec Change le monde (1993) ;
- Zain Bihkha reprit le titre sur son album Hope (2011) ;
- Les Kids United (avec Corneille) reprirent le titre sur leur album Tout le bonheur du monde (2016).